# Valdresflye

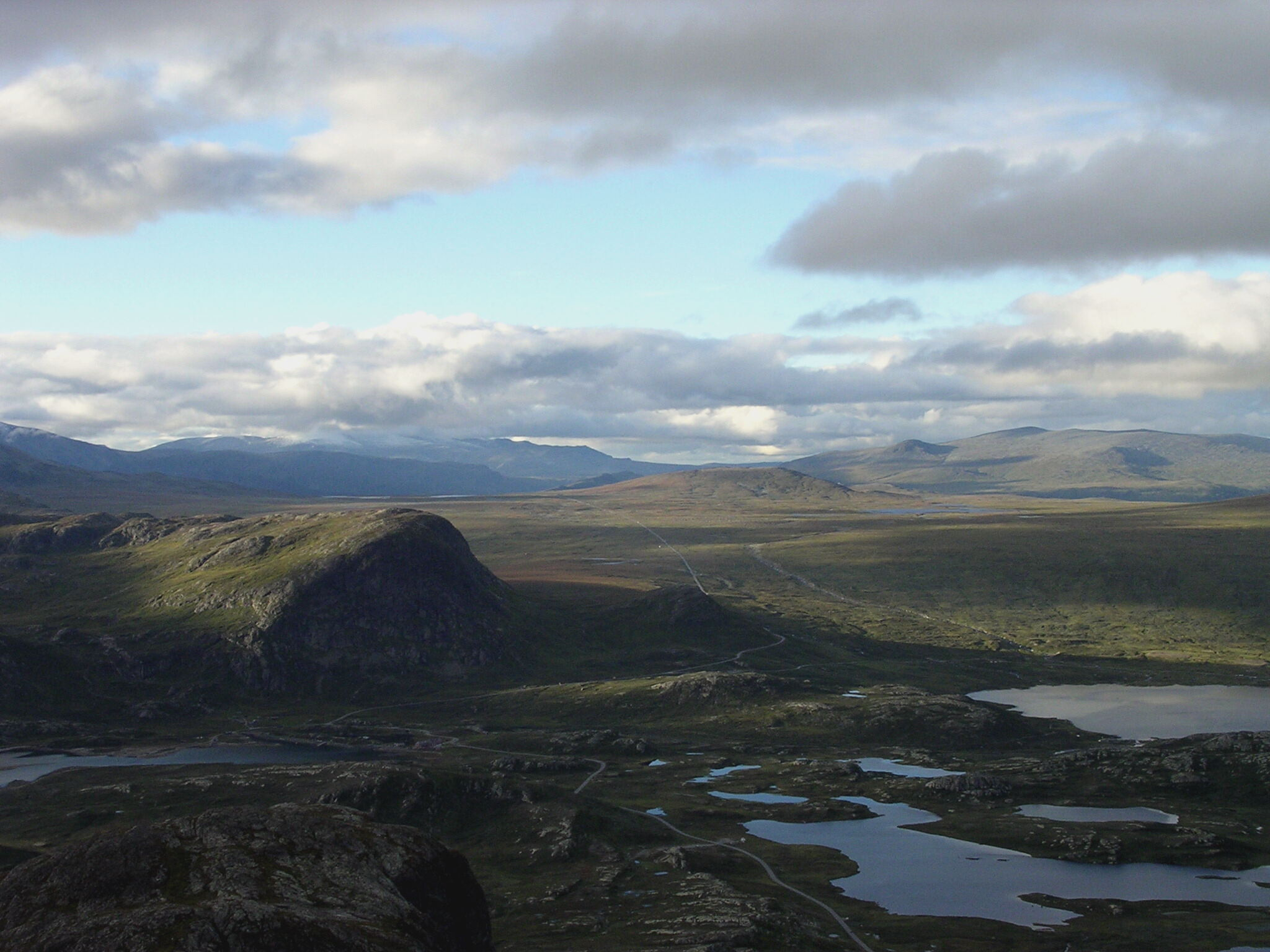
A Valdresflye látképe Bitihorn felől nézve

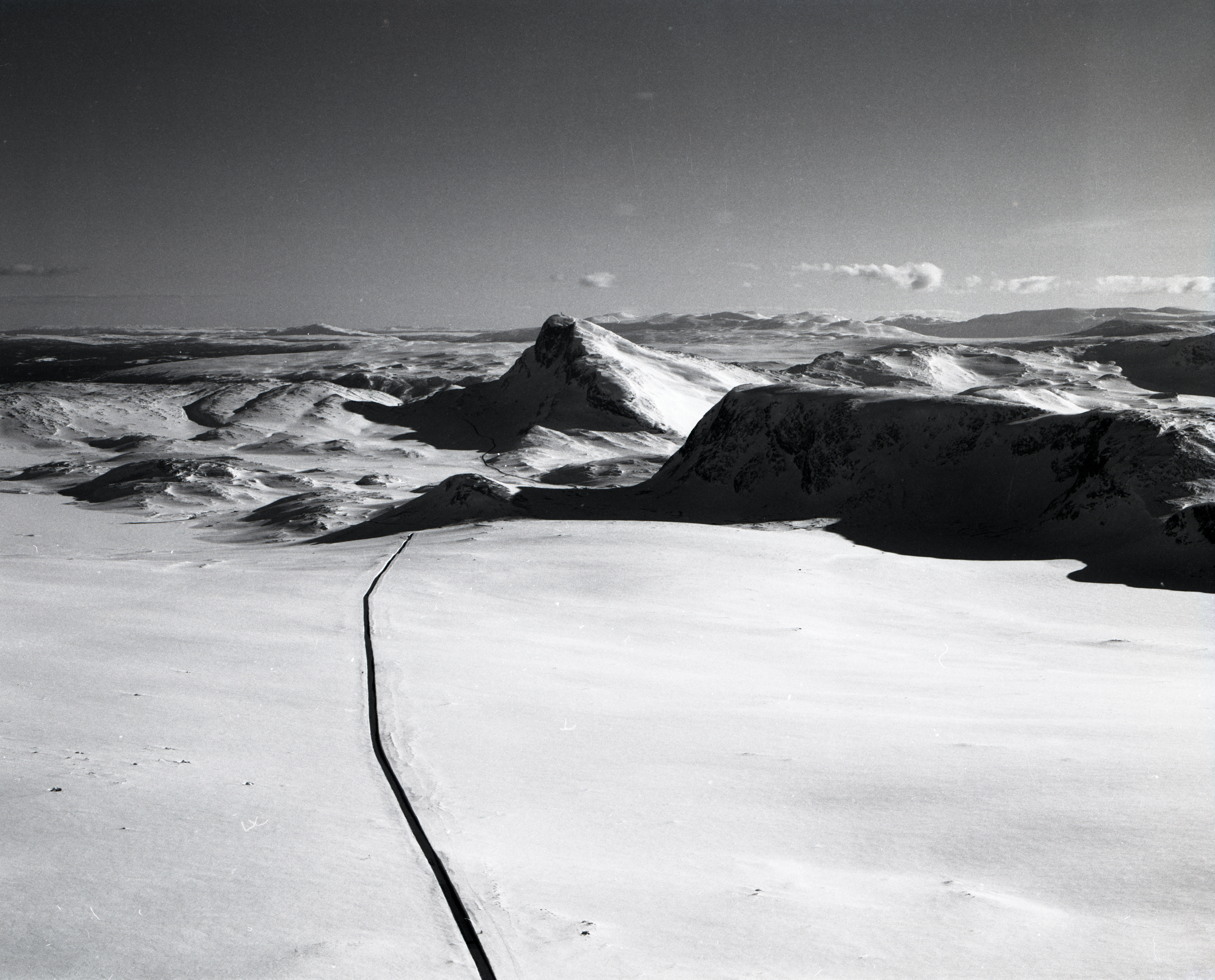
A fennsík képe észak felől Bydgin irányából

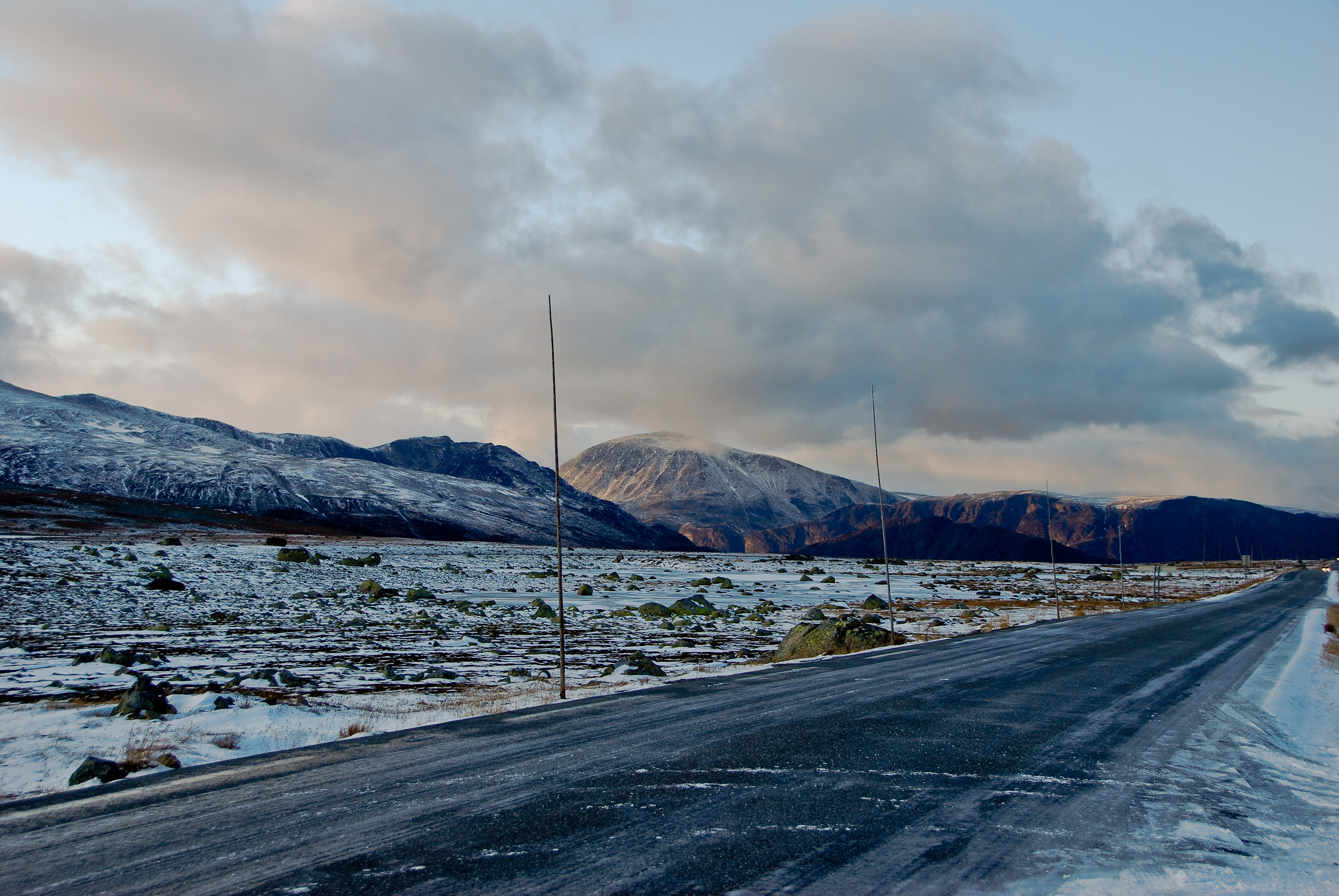
A fennsík képe októberben

A Valdresflye, melyet gyakran Valdresflya és Valdresflyi néven is emlegetnek, egy hegyvidéki fennsík Norvégiában, Øystre Slidre település közelében, Oppland megye területén. A csak nyaranta használható 51-es út halad keresztül a fennsíkon, amely az 1389 méteres tengerszint feletti magasságot is eléri.

## Fordítás
Ez a szócikk részben vagy egészben  a   Valdresflye című angol Wikipédia-szócikk ezen változatának fordításán alapul.  Az eredeti cikk szerkesztőit annak laptörténete sorolja fel. Ez a jelzés csupán a megfogalmazás eredetét és a szerzői jogokat jelzi, nem szolgál a cikkben szereplő információk forrásmegjelöléseként.